# COVI-VAC (americká vakcína)
COVI-VAC (kódové označení CDX-005) je vakcína proti nemoci covidu-19 vyvíjená společností Codagenix, Inc. Od prosince 2020 do června 2021 běžela fáze I klinických studií, která zahrnovala 48 účastníků.

## Lékařské použití
Vakcína se podává intranazálně a vyžaduje jednu dávku.

## Farmakologie
COVI-VAC je živá oslabená vakcína.

## Klinické testy

### Fáze I
V prosinci 2020 začala společnost Codagenix ve Spojeném království se zkušební fází I.
V září 2021 společnost Codagenix oznámila, že studie fáze I prokázala bezpečnost a imunogenicitu.